# Pramen Juřacka
Pramen Juřacka je lesní studánka ve východní části svahu kopce Juřacka u potoka Žabník v katastru vesnice Podhoří (částí města Lipník nad Bečvou v okrese Přerov) v Oderských vrších (části pohoří Nízký Jeseník) v Olomouckém kraji. Pramen se nachází ve výšce 410 m n. m., je umístěný v kamenné zděné zídce s dřevěnou deskou s názvem pramene a vytéká z ocelové trubky. V minulosti byl pramen také zastřešen dřevěným přístřeškem.

## Další informace
Místo je přístupné po lesní cestě s cyklotrasou vedoucí z osady v Žabníku do Uhřínova.
V blízkém okolí pramene je kaskáda Žabnického vodopádu.
Západním směrem, na opačném konci masivu Juřacka, se nachází zřícenina hradu Drahotuš ze 13. století.